# أحمد بن عمر الحموي
أحمد بن عمر بن محمد الحموي، كان مقرئا عالما بالقراءات وأثنى عليه العلماء، ويعد تصنيفه واحدا من أهم الكتب في القراءات وهو القواعد والإشارات.

## سيرة
هو أحمد بن عمر بن محمد بن أبي الرضى، أبو الخير، شهاب الدين.
لم تذكر المصادر التي عنيت بترجمته شيئا عن ولادته، لكنهم ذكروا أنه قُتل عام 791هـ وله أربعون سنة، فيكون قد ولد في منتصف القرن الثامن الهجري تقريبا.
وهو من أهل حماه، تعلم بها وبدمشق، ولي قضاء العسكر بحلب، ثم ولي قضاءها استقلالا، فحمدت سيرته، ثار على الملك الظاهر برقوق، وأنكر سلطنته، فطلبه، فاختفى مدة حج في أثناءها، ثم عاد إلى حلب مستخفيا. وقامت فتنة يلبغا الناصري في حلب سنة 791 هـ، فخرجت عن طاعة الملك الظاهر، وتولى ابن أبي الرضى قضاءها للمرة الثالثة، فلم يلبث أن ثار على نائب حماه كمشبغا الحموي وقاتله، فظفر به كمشبغا وأخذه معه فأعدمه في خان شيخون - بين المعرة وحماه.
"ولي القضاء بحلب فاشتهرت فضائله، وفاق الأقران، فلما كانت كائنة برقوق وخروج يلبغا الناصري عليه ثم عاد من سجن الكرك إلى أن تسلطن ثانياً ذكر له كمشبغا الكبير ما كان يبدو من هذا القاضي وغيره في حقهم، فنقم عليه وأمر بحمله إلى القاهرة فاغتيل في الطريق وقتل ظلماً بخان شيخون بين المعرة وكفر طاب". وكانت وفاته سنة (791هـ).

### وقعته مع الملك الظاهر برقوقا
«الملك الظاهر برقوقا لما خرج من سجن الكرك ووافقه الأمير كمشبغا الحموى نائب حلب ثار عليه شهاب الدين هذا محاماة لمنطاش وجمع أهل بانقوسا وحرّضهم على قتال كمشبغا المذكور وأفتى بجواز قتال برقوق، فركب كمشبغا وقاتلهم فكسرهم وقتل كثيرا من البانقوسيّة ممّن ظفر به، ففرّ شهاب الدين هذا إلى ظاهر حلب، فأخذ قريبا من حلب وأتى به إلى كمشبغا فقتله صبرا، وعمره زيادة على أربعين سنة».

## مؤلفاته
- الناسخ والمنسوخ.
- عقد البكر في نظم غريب الذكر. وهو كتاب في غريب القرآن.
- القواعد والإشارات في أصول القراءات.

## شيوخه
- يعقوب بن عبد الرحمن بن عثمان الحموي الملقب بشرف الدين.
- عبدالوهاب بن علي بن عبد الكافي السبكي.[5]

## قالوا عنه
- قال عنه ابن حجر: «كان من أعاجيب الزمان في الذكاء وولي قضاء حلب».[6]
- قال الحافظ برهان الدين محدث حلب: «كان أوحد العلماء، مشاركاً في علوم كثيرة، شرح العضد ونظم غريب القرآن، وكان يحافظ على الجلوس في الجامع لا يخرج منه إلا لحاجة، ويكاد يستحضر شرح مسلم للنووي، ومعالم السننللخطابي، ويستحضر مذاهب غريبة مع حسن محاضرة ولطافة شكل وتنزه نفس، وكان يعظم أهله ولا يستكثر عليهم شيئاً ولا يقدم عليهم أحداً». [6]
- قال عادل نويهض: «قاض، عالم بالقراءات، مفسر، من فقهاء الشافعية، من أهل حماه». [2]
- قال العيني: «سمعت أنه كان يقع في حق الإمام أبي حنيفة». [6]